# Сайковский, Анатолий Ипполитович
Анатолий Ипполитович Сайковский (27 августа 1934, Каменское, Днепропетровская область — 24 мая 2019, Кривой Рог, Днепропетровская область) — советский и украинский архитектор, главный архитектор Рыбинска, главный архитектор Новгорода, главный архитектор Кривого Рога.

## Биография
Родился 27 августа 1934 года в Каменском.
Окончил киевскую художественную школу имени Т. Г. Шевченко, после этого переехал в Ленинград. Окончил Институт живописи, скульптуры и архитектуры имени И. Е. Репина. Ученик И. И. Фомина и С. Б. Сперанского.
После этого переезжает в город Рыбинск, где становится главным архитектором. Затем переезжает в Днепропетровск, где становится главным архитектором проектов в днепропетровском филиале «Укргорстройпроекта».
С 1972 года был направлен главным архитектором областного центра Новгорода.
В 1980-х годах предложил в Саксаганском районе Кривого Рога, на месте пустыря возле универсама «Кривбасс» сделать «Цветок Кривбасса» и весной 1984 года началось строительство, которое закончилось осенью.
Умер 24 мая 2019 года в Кривом Роге, где и похоронен на Всебратском кладбище.

## Избранные проекты
- Проект конференц-зала и главного вестибюля Госпиталя ветеранов Великой Отечественной войны в Ленинграде[8];
- Жилой микрорайон Судостроительного завода, Рыбинск[3];
- Третий жилой микрорайон «Веретье», Рыбинск[3];
- Застройка центральной площади, Рыбинск[3];
- Плавательный бассейн моторостроительного завода, Рыбинск[3];
- Застройка Мандыковской набережной (в соавторстве), Днепропетровск. Вторая премия Госстроя УССР[4];
- 16-этажный дом монолитный в скользящем опалубке (первый в городе) по ул. Свободы (главный инженер проекта М. Паев), Днепропетровск[4];
- Здание Областных профсоюзных курсов, Днепропетровск[4];
- Административное здание Минчермета Украины, Днепропетровск[4];
- Лоцманский жилмассив (в соавторстве), Днепропетровск[4];
- Микрорайон «Тополь», Днепропетровск[4];
- Общественно-торговый центр пос. Западный, Днепропетровск[4];
- Застройка Завокзального жилого массива (руководство), Новгород[9];
- Политехнический институт, Новгород[9];
- Монумент Победы, Новгород (в соавторстве)[9][10];
- Монумент «Линия обороны Новгорода», Новгород[9].

## Конкурсы
- Всесоюзный конкурс реконструкции центра Новгорода (в соавторстве), 1975, вторая премия[11].

## Публикации
- Георгий Васильевич Нерода: [альбом] / Авт.-сост. А. И. Сайковский; НИИ теории и истории изобразит. искусств Акад. художеств СССР. — М.: Изобразительное искусство, 1985. — 23 с. — (Мастера Академии художеств СССР)[12].
- Сайковский А. Кривой Рог — глазами архитектора. — Кривой Рог: Минерал, 2010. — 254 с. — 1000 экз. — ISBN 978-966-2311-33-4[13].
- Сайковский А. Кривой Рог — глазами архитектора. — Изд. 2-е, доп. и перераб. — Кривой Рог: Минерал, 2012. — 297 с. — ISBN 978-966-2311-78-5[13].